# Леонард Слаткин
Леонард Слаткин (на английски: Leonard Slatkin) е американски диригент от еврейско-украински произход. Роден е в Лос Анджелис на 1 септември 1944 г.
Неговият баща Феликс Слаткин е цигулар, диригент и основател на Струнен квартет „Холивуд“, а майка му Елинър Алър е челистка в квартета; брат му Фредерик Слаткин също е челист.